# Prix Bruno-Kreisky

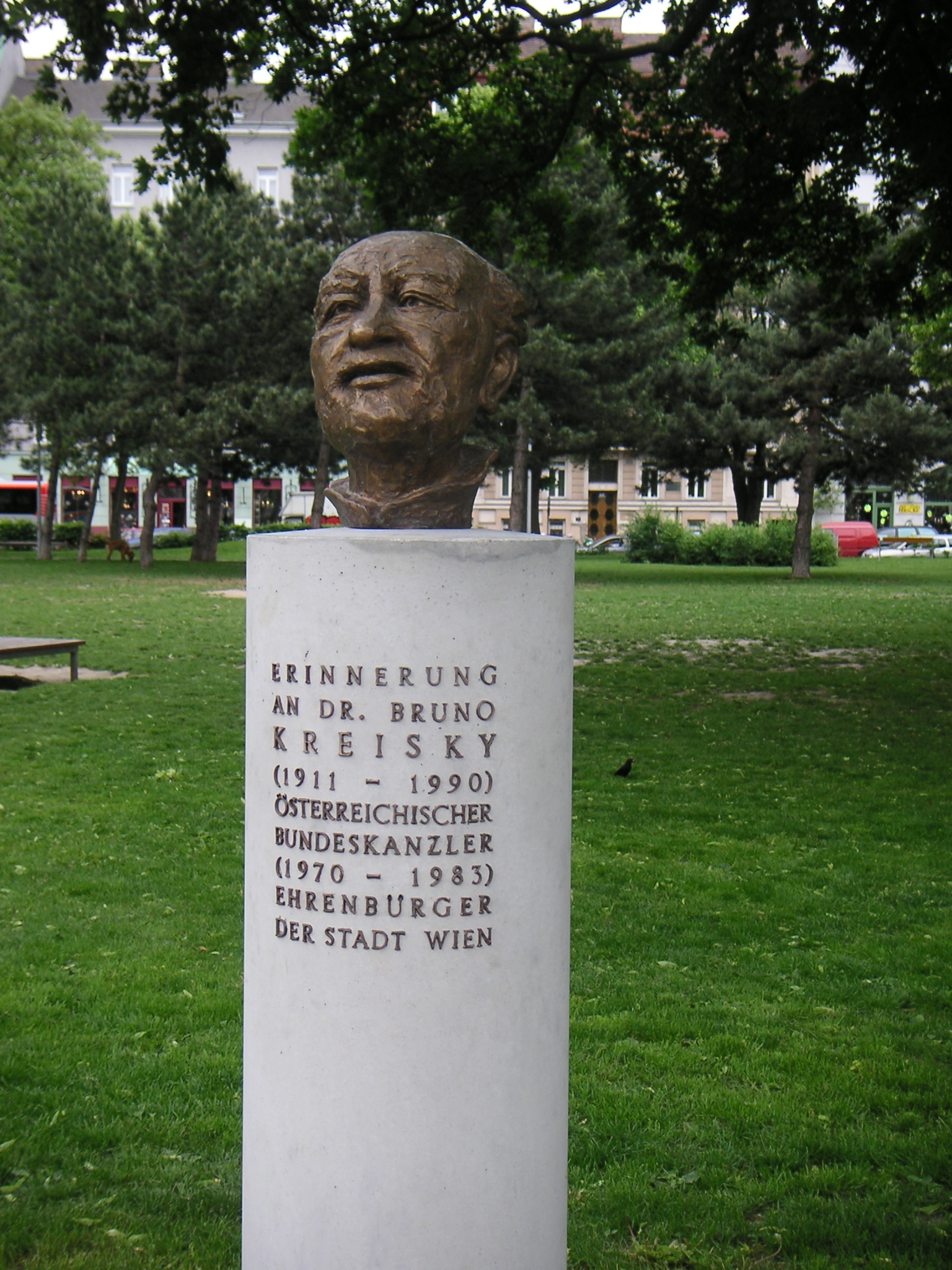
photo d'une sculpture de Christine Pillhofer représentant Bruno-Kreisky

Le prix Bruno-Kreisky est un prix bisannuel autrichien créé en octobre 1976 lors du 65e anniversaire de Bruno Kreisky. Ses lauréats sont récompensés pour leurs actions dans le domaine des droits de l'homme.

## Lauréats

### Avant l'année 2000
- 1997
  - Abbas Amir Entezam,  Iran
  - Emily Lau,  Hong Kong
  - Uri Avnery,  Israël
  - Ivan Zvonimir Cicak,  Croatie
  - Otto Tausig,  Autriche
  - Willi Resetarits,  Autriche
  - Österreichisches Netzwerk gegen Armut,  Autriche

- 1995
  - Sumaya Farhat Naser,  Palestine
  - Sergej Adamowitsch Kowaljow,  Russie
  - Ken Saro-Wiwa,  Nigeria
  - Leyla Zana,  Turquie

- 1993
  - Abe J. Nathan,  Israël
  - La Voix indigène de Canela,  Brésil
  - Gani Fawehinmi,  Nigeria
  - Nicolae Gheorghe,  Roumanie
  - Christine Hubka,  Autriche
  - Gertrud Hennefeld,  Autriche
  - Georg Sporschill S.J.,  Roumanie

- 1991
  - Bärbel Bohley,  Allemagne
  - Congress of South African Trade Unions,  Afrique du Sud
  - Yael Dayan,  Israël
  - Faisal Husseini,  Palestine
  - Centre international pour la paix au Moyen-Orient,  Israël /  Palestine
  - Insan Haklari Dernegi,  Turquie
  - Horst Kleinschmidt,  Afrique du Sud /  Royaume-Uni
  - Komitee Cap Anamur,  Allemagne
  - Felicia Langer,  Israël
  - Paulinho Paiakan Kayapoo,  Brésil
  - Ständiges Komitee für nationalen Dialog,  Salvador
  - Poznán Human Rights Center,  Pologne
  - Dschalal Talabani,  Syrie /  Irak
  - Alfredo Vázquez Carrizosa,  Colombie
  - Anti-Apartheid-Bewegung,  Autriche
  - CARE,  Autriche
  - Flughafensozialdienst,  Autriche
  - Liesl Frankl,  Autriche
  - Frauensolidarität,  Autriche
  - Gesellschaft für bedrohte Völker,  Autriche
  - Erwin Kräutler,  Brésil
  - Österreichisches Rotes Kreuz,  Autriche
  - „Wissenschaftsladen“ der Universität Linz,  Autriche
  - Hilfskomitee für Flüchtlinge in Österreich,  Autriche

- 1988
  - Frère Betto,  Brésil
  - Benazir Bhutto,  Pakistan
  - Latif Dori,  Israël
  - Comité pour le dialogue israélo-palestinien,  Israël
  - Anton Lubowski,  Namibie
  - Sergio Ramírez Mercado,  Nicaragua
  - Claudia Vilanek,  Autriche
  - Leonidas Proaño,  Équateur
  - Fond Chaim Sheba du Centre médical Tel HaShomer,  Autriche[pas clair][réf. nécessaire]
  - Gesellschaft für österreichisch-arabische Beziehungen,  Autriche
  - Greenpeace,  Autriche
  - Grupo de Apoyo Mutuo (es) (GAM),  Guatemala
  - Fédération internationale Helsinki,  Autriche
  - Justice et paix, Commission coréenne,  Corée du Sud
  - Académie sociale catholique,  Autriche
  - Comité pour l’aide sociale et médicale pour les Palestiniens,  Autriche
  - Neve Shalom Wahat al-Salam,  Israël
  - Union nationale des travailleurs,  Salvador
  - Verein für die Geschichte der Arbeiterbewegung,  Autriche

- 1986
  - Stiftung Bruno Kreisky Archiv,  Autriche
  - Wiener Institut für Entwicklung und Zusammenarbeit,  Autriche
  - Herbert Amry,  Autriche
  - Österreichisches Institut für Friedensforschung und Erziehung,  Autriche
  - Komitee der Mütter der Verschwundenen,  Salvador
  - Menschenrechtskommission,  Guatemala
  - Österreichische Flüchtlingshilfe,  Autriche
  - Internationale des historiens du mouvement travailliste (ITH)
  - Maison juive arabe de Beth Berl,  Israël
  - Erich Weisbier,  Autriche

- 1984
  - Hilfskomitee für Nicaragua,  Autriche
  - Österreichische Volkshilfe,  Autriche
  - Österreichische Liga für Menschenrechte Union of Concerned Scientists,  Autriche
  - Freunde der Universität Tel-Aviv,  Autriche
  - Vicaría de la Solidaridad,  Chili
  - Oswald Amstler,  Autriche
  - Raymond Hunthausen,  États-Unis
  - Muzaffer Saraç,  Turquie
  - Shulamit Aloni,  Israël
  - Luiz Inácio Lula da Silva,  Brésil
  - Pater Leopold Ungar,  Autriche
  - Yolanda Urízar Martínez de Aguilar,  Guatemala
  - Marianella García Villas,  Salvador

- 1981
  - Simha Flapan,  Israël
  - Raymonda Tawil,  Israël
  - Nelson Mandela,  Afrique du Sud
  - Rosa Jochmann,  Autriche
  - Domitila Barrios de Chungara,  Bolivie
  - Enrique Álvarez Córdoba,  Salvador
  - Kim Chi-ha,  Corée du Sud
  - Kim Dae-jung,  Corée du Sud
  - Histadrut,  Israël
  - Fondation pour une entraide intellectuelle européenne,  France
  - Orlando Fals Borda,  Colombie
  - Felix Ermacora,  Autriche

- 1979
  - Issam Sartawi,  Palestine
  - Aryeh Eliav,  Israël
  - Miguel Obando y Bravo,  Nicaragua
  - Raúl Silva Henríquez,  Chili
  - Hildegard Goss-Mayr,  Autriche
  - Christiaan Frederick Beyers Naudé,  Afrique du Sud
  - Amnesty International Groupe II,  Autriche
  - Amnesty International Section autrichienne,  Autriche
  - Comité des droits de l’homme
  - Union internationale du commerce,  Autriche

### À partir de l'année 2000
- 2000
  - Radhika Coomaraswamy,  Sri Lanka
  - Centre de Belgrade pour les droits de l’homme,  Serbie-et-Monténégro
  - Projet NGO,  Autriche
  - Karlheinz Böhm,  Autriche /  Éthiopie

- 2002
  - Franz König,  Autriche
  - Ute Bock,  Autriche
  - Amira Hass,  Israël /  Palestine
  - Centre palestinien pour les droits de l'homme,  Palestine

- 2005
  - Nadja Lorenz,  Autriche
  - Georg Bürstmayr,  Autriche
  - Andreï Sannikov,  Biélorussie

- 2007
  - Kofi Annan,  Ghana
  - Gao Zhisheng,  Chine
  - Jovan Mirilo,  Serbie
  - ZARA - Zivilcourage und Anti-Rassismus-Arbeit (de),  Autriche
  - Manfred Nowak,  Autriche

- 2011
  - ASPIS,  Autriche
  - Daniel Barenboim,  Israël
  - ESRA,  Autriche
  - Hemayat,  Autriche
  - West-Eastern Divan Orchestra,  Allemagne

- 2013
  - Mazen Darwish,  Syrie
  - Bogaletch Gebre,  Éthiopie
  - Cecily Corti,  Autriche

- 2015
  - Vian Dakhil  Irak

- 2017
  - Aslı Erdoğan[1]
  - Wolfgang Kaleck
  - Queer Base (Villa Rosa Lila)
  - UMF Haus Liebhartstal

- 2019
  - Amal Fathy[2],[3]
  - Verein Shalom Alaikum – Jewish Aid for Refugees
  - Projekt „Kenne deine Rechte“ – Alexandra Stocker, David Weiss und andere

### À partir de l'année 2020
- 2022
  - Maria Kolesnikova
  - Al-Haq
  - Asylkoordination Österreich
  - Martin Hochegger